# 蕾切尔·贾里
蕾切尔·贾里（英語：Rachel Jarry，1991年12月6日—），澳大利亚女子篮球运动员。她曾代表澳大利亚国家队参加2012年和2016年夏季奥林匹克运动会篮球比赛，其中2012年奥运会获得一枚铜牌。